# Batalla de Nasca
La batalla de Nasca o batalla de Changuillo se libró el 14 de octubre de 1820 en la villa de Nasca. Fue el primer enfrentamiento bélico entre la Expedición Libertadora del Perú y el Ejército Real del Perú por la Independencia del Perú.
En la batalla los 250 hombres bajo el mando del teniente coronel argentino Manuel Patricio Rojas vencieron a una columna de 700 soldados españoles al mando del marqués de Manuel Quimper, quienes además de la mortandad sufrida, dejaron prisioneros y pertrechos. Al día siguiente el teniente Suárez cayó sobre el convoy en retirada en las inmediaciones del pueblo de Acarí, apoderándose de armas y municiones.

## Antecedentes
En la mañana del 8 de septiembre se produce en la Bahía de Paracas el Desembarco de San Martín. A las tres de la tarde, cuando ya habían desembarcado unos mil hombres conforme con las instrucciones del general San Martín, Juan Gregorio Las Heras inició su marcha sobre Pisco. El general Las Heras pensaba que al no haber sido atacados durante el desembarco, el ejército realista tendría preparada una emboscada a los alrededores del pueblo. Las Heras mandó avanzadillas en todas las direcciones para reconocer el terreno y estas no encontraron enemigos ni pobladores. El comandante de la plaza, el coronel Manuel Quimper se había retirado del pueblo con trescientos soldados tras haberse asegurado de destruir todo lo que pudo y ordenar bajo pena de muerte a todos los habitantes que abandonasen el lugar. Luego de que el ejército independentista tomara el pueblo sus habitantes comenzaron a regresar.
El 12 de septiembre, el general San Martín desembarcó con todo su Estado Mayor y ocuparon la casa del marqués Campo Ameno para usarla como cuartel general.
El día 13 partió desde Pisco una división compuesta por el batallón N°.5 de Chile y 50 granaderos a caballo al mando del general Juan Antonio Álvarez de Arenales en dirección a la hacienda Caucato, propiedad de don Fernando del Mazo a legua y media al norte del pueblo de Pisco. En esta hacienda encontraron almacenados más de dos mil panes de azúcar entre otros suministros y más de 1500 esclavos negros. Posteriormente muchos esclavos de la región se enlistarían en los regimientos de color N°. 7 y N°. 8.

El 2 de octubre, José de San Martín, constituyó la División de la Sierra, al mando del general Juan Antonio Álvarez de Arenales. Esta división estaba compuesta por 1138 soldados.
El día 3 [de octubre] dispuso el general en jefe que marchase a Caucato a ponerse a las órdenes del general Arenales, el ayudante 1°. del estado mayor general teniente coronel Manuel Rojas, haciéndosele reconocer como segundo jefe de la división y jefe de estado mayor divisionario, acompañándolo también el ayudante 2.°, capitán de ingenieros don Clemente Althaus y el 3.° ayudante, teniente 2.° don Juan Alberto Gutiérrez.
En la noche de 4 de octubre, la División de la Sierra, al mando del general Arenales, partió desde Caucato en dirección a la ciudad de Ica con la finalidad de enfrentarse al coronel Manuel Quimper y su caballería y el marqués Fernando Carrillo de Albornoz y sus milicias. Al medio día del día siguiente, el general San Martín envió una partida de Cazadores a Caballo al mando de Mariano Necochea para reforzar la División de la Sierra y asegurar una victoria sobre los realistas.
Tras una ardua jornada en el desierto, la División de la Sierra se ubicó en las inmediaciones de la ciudad de Ica. Los espías le informaron que la ciudad había sido abandonada por el ejército realista; sin embargo, Arenales ordenó a sus hombres entrar a la ciudad con suma cautela y dedo en el gatillo. Las tropas independentistas fueron recibidas con júbilo por un gentío que incluía al alcalde Juan José Salas y demás autoridades municipales. Era vital para la causa independentista lograr una victoria en combate por lo que el general Arenales ordena al coronel Rufino Guido que persiga al coronel Quimper con un escuadrón de cazadores a caballo (el coronel Necochea se encontraba enfermo). Al caer la noche, el coronel Rufino Guido regresa a Ica informando que luego de recorrer siete leguas no había logrado dar alcance a Quimper, al día siguiente, el 7 de octubre, Guido volvió a salir en dirección a Palpa , en el camino darían alcance a las tropas realistas y luego de una pequeña escaramuza sin muertos ni heridos dos compañías realistas desertaron y se entregaron a Guido.
Arenales consideraba imprescindible destruir a Quimper para poder iniciar la Campaña de la Sierra. Aún sin tener noticias del coronel Rufino Guido, Arenales ordena al teniente coronel Manuel Rojas al mando de una división compuesta por aproximadamente 250 soldados ir en dirección al sur. Durante la marcha el ejército independentista iba recibiendo informes contradictorios sobre la ubicación y el proceder de las tropas de Quimper. Al atardecer del 12 de octubre, el teniente coronel Manuel Rojas y sus hombres cruzaron el río Ica y se dirigieron al sur para dar caza a Quimper.

Luego de acampar, en la mañana del 13 de octubre, luego del rancho, Manuel Rojas ocupa Ocucaje donde la tropa descansaría hasta las dos de la tarde. Luego ordenaría formar formar a sus soldados y los arengaría:
"[Hemos de] soportar las incomodidades de la marcha penosa esa noche. Recordemos que hemos sido destinados por la Patria para iniciar la destrucción del invicto y poderoso Ejército Real del Perú. El desierto es duro, pesadísimo , hemos de marchar 17 leguas. Que cada soldados de caballería levantase a la grupa, los infantes, y que cada dos horas anduviesen un poco a a pie para conservar de ese modo las mulas de silla. Los caballos de batalla no se han de montar un solo instante, irán descansados, listos para entrar en combate. Todos con las armas a punto, para al instante repeler o iniciar un ataque. La Patria, el general Arenales y el general San Martín confían en nosotros. ¡Adelante!
La división independentista continua la marcha hasta que avistan dos jinetes a caballo que se acercan. Estos jinetes les informan que hablaron con una avanzada realista a una legua de camino. Antes de las ocho de la noche, llegaron a La Encrucijada, desde donde se separaron del camino principal para evitar el pueblo de Palpa, y seguir por el camino secundario que lleva a Changuillo. Manuel Rojas envió al teniente Suárez con un escuadrón de caballería para emboscar a los realistas de los que los viajeros le informaron, pero no encontraron a nadie en el lugar. A la mañana siguiente, la división ingresó a la hacienda del Changuillo donde descansaron. Desde la hacienda partieron el teniente coronel Manuel Rojas, el mayor de ingenieros Althaus y un pequeño grupo de soldados para reconocer las inmediaciones. A media legua de Palpa capturaron un cargamento resguardado por más de cincuenta esclavos y unos cuantos hombres armados. Estos hombres informaron que solo quedaban doce soldados de tropa en Palpa y que Quimper y sus hombres habían salido hacia Nazca y ahora se encontraban en aquella villa.

## Desarrollo
La mañana del 14 de octubre de 1820, luego de que la tropa comiese en Changuillo, la división se puso a trote, su destino estaba a una jornada de camino. En la marcha se cruzaron con varios viajeros proveniente de Nazca, que les confirmaron que los realistas se encontraban en el lugar y no tenían idea de que se acercaba el ejército independentista.
Una legua antes de llegar a Nasca, la división corría el peligro de ser avistados y de esa manera perder la ventaja que les ofrecía un ataque sorpresa. Por este motivo el teniente coronel Manuel Rojas dio la voz de ataque y la caballería se dirigió hacia la plaza de Nasca: "Entrar por las calles al gran galope con solo ochenta hombres de caballería mandados por los acreditados capitanes Lavalle y Brandsen, separado antes los treinta restantes al mando del infatigable teniente de cazadores a caballo don Vicente Suárez, con el objeto de cortarles la retirada de este pueblo en la dirección del camino a Arequipa".
Manuel Quimper y el conde de Montemar se vieron en la necesidad de refugiarse en Nasca para evitar un encuentro directo con el grueso de las tropas de José de San Martín, estaban confiados en que lo  difícil del terreno desértico impediría que las fuerzas independentistas los persiguieran.
Ubicado Vicente Suárez y sus cazadores a caballo en la salida sur de la villa; los dos escuadrones al mando de los  capitanes Lavalle, Brandsen y el propio teniente coronel Manuel Rojas cruzan a todo galope las calles del pueblo, y a punta de sable se abren paso entre los aturdidos soldados realistas que tratan de reagruparse. Al promediar las cinco de la tarde, la caballería independentista tomó la plaza en la que aún se resistían algunos realistas. Dando la batalla por perdida, Quimper y el conde de Montemar emprenden la retirada con dirección a la provincia de Lucanas, Intendencia de Huamanga.